# يونيسفير
اليونيسفير هي تمثيل كروي للأرض مصنوعة من الفولاذ، وتقع في فلاشينغ ميدوز كورونا بارك في حي كوينز، نيويورك. هذه الكرة التي تبلغ  140 قدم (43140 قدم (43 م) في الارتفاع و 120 قدم (37120 قدم (37 م) في القطر، تم افتتاحها خلال معرض نيويورك العالمي لسنة 1964 . تعتبر اليونيسفير واحدة من بين الرموز الدائمة والأيقونية لمدينة نيويورك.
وخصصت هذه الأيقونة للاحتفال ببداية عصر الفضاء، كما صممت اليونيسفير وشيدت كرمز للمعرض العالمي بنيويورك (1964-1965). كان موضوع هذا المعرض هو «السلام من خلال التفاهم»، ومثلت اليونيسفير موضوع الترابط العالمي. كانت مخصصة ل «إنجازات الرجل خلال تقلص الأرض في ظل توسع الكون».

## الهيكل
تربة فلاشينغ ميدوز (تربة مستنقعات) كانت في حاجة إلى مراعاة خاصة أثناء البناء من أجل المعرض العالمي عام 1939، ولذلك تم استعمال منصة بناء تحتوي على أكوام من الكريزوت بطول 95 إلى 100 قدم (من 29 إلى 3095 إلى 100 قدم (29 إلى 30 م). قبل بناء اليونيسفير، تم اختبار السلامة الهيكلية ثلاث مرات.

## في الثقافة الشعبية
في سنة 1976 تم تسلق اليونيسفير من طرف كل من جورج ويليج (الملقب ب«الإنسان الطائر» الذي تسلق فيما بعد مركز التجارة العالمي)، وجيري هيويت كجزء من فيلم قصير يسمى الحجر الثالث. كل سنة ثلاثة أشخاص على الأقل إلى المستشفيات المحلية عن الإصابات من يحاول تسلق Unisphere.[بحاجة لمصدر]